# Carduelis aurelioi
Carduelis aurelioi — викопний вид горобцеподібних птахів роду щиглик (Carduelis) родини в'юркових (Fringillidae), що існував на Канарських островах наприкінці плейстоцену.

## Назва
Наукова назва виду aurelioi була обрана на честь професора Авреліо Мартіна, професора Університету Ла-Лагуна і видатного фахівця з фауни Канарських островів.

## Скам'янілості
Скам'янілі рештки знайдені на острові Тенерифе. Голотип був знайдений в печері Куева-дель-В'єнто на півночі острова, однак вважається, що ці птахи населяли весь острів, вибираючи трав'янисті галявини і луки лаврисільви.

## Опис
Товстий дзьоб передбачає, що птах живився грубим насінням, наприклад, горішками. Птах мав короткі крила та погано літав, адже на острові були відсутні хижаки.

## Вимирання
Скам'янілості датуються пізнім плейстоценом. Тим не менше, вважається, що птах, можливо, вимер у голоцені, коли перші поселенці завезли на острів кішок та пацюків.